# Liste von Preisträgern der Royal Philharmonic Society nach 1945
Diese Liste umfasst die seit 1945 von der Royal Philharmonic Society (RPS) in Auftrag gegebenen Kompositionen, die der Gesellschaft gewidmeten Werke, sofern sie zur Aufführung gebracht wurden, sowie die Gewinner des Komponistenpreises der RPS (RPS Composition Prize) und der Musikauszeichnung (Music Awards).
Nach 1945 hatte sich die Praxis durch die Einführung eines Komponistenpreises und eines Musikpreises geändert.
Für die Zeit vor 1945 siehe Liste von Auftragswerken der Royal Philharmonic Society. Die Preisträger der Goldmedaille (Gold Medal) finden sich auf der Hauptseite Royal Philharmonic Society.
Die Auszeichnungen der RPS gliedern sich in:
- Ehrenmitgliedschaft, seit 1826, unregelmäßig;
- Goldmedaille (Gold Medal), seit 1871, unregelmäßig;
- Kompositionspreis (Composition Prize), seit 1948, jährlich[2]
- Musikauszeichnung oder Musikpreis (Music Awards), seit 1989.[3]
- Die Music Awards werden in verschiedenen Kategorien vergeben. Dazu zählen die Preise in Großformatige Kompositionen[4] (hier gelistet).

Auszeichnungen des Music Award werden auch vergeben für: Zuhörerbildung; Kammermusik und Gesang; größere Kammermusikkompositionen; Konzertreihen und Festivals; Dirigenten; Medien; Musikerziehung; Ensembles; Instrumentalisten; großformatige Kompositionen (hier mitgelistet); Oper und Musiktheater; Sänger und Sängerinnen sowie Junge Künstler.
Eine Auszeichnung durch die Royal Philharmonic Society bedeutet immer auch den Durchbruch, die internationale Anerkennung, eines Musikers oder Komponisten.
| Jahr | Name                                                                      | Komposition, Opus                                     | Preis, Anmerkungen |
| ---- | ------------------------------------------------------------------------- | ----------------------------------------------------- | --- |
| 1948 | Victor Bailey; Stewart Hylton Edwards; Samuel Margolian; Timothy Moore    |                                                       | RPS Composition Prize |
| 1949 | Stephen Dodgson; Edward C. Holman; John Joubert                           |                                                       | RPS Composition Prize |
| 1950 | Peter Hodgson; K. V. Jones                                                |                                                       | RPS Composition Prize |
| 1950 | Alan Rawsthorne                                                           | Sinfonie Nr. 1                                        | Gewidmet |
| 1951 | Iain Hamilton; James Stevens; David Wooldridge                            |                                                       | RPS Composition Prize |
| 1952 | Stanley Glasser; Richard Muncey; Roy Heaton Smith; Frank Spedding         |                                                       | RPS Composition Prize |
| 1953 | Barry Moss; Philip Wilkenson                                              |                                                       | RPS Composition Prize |
| 1954 | Frank Spedding                                                            |                                                       | RPS Composition Prize |
| 1955 | David Freedman; Alan Ridout                                               |                                                       | RPS Composition Prize |
| 1956 | David Ellis                                                               |                                                       | RPS Composition Prize |
| 1957 | Alan Ridout; John Luke Rose                                               |                                                       | RPS Composition Prize |
| 1958 | Barry Moss; John Luke Rose                                                |                                                       | RPS Composition Prize |
| 1958 | Ralph Vaughan Williams                                                    | Sinfonie Nr. 9 in e-Moll                              | Gewidmet, entstanden 1956/57. UA: 2. April 1958, Philharmonia Orchestra, Malcolm Sargent                                                        |
| 1960 | Edwin Roxburgh; Christopher Wiltshire                                     |                                                       | RPS Composition Prize |
| 1961 | John Philips; Christopher Wiltshire                                       |                                                       | RPS Composition Prize |
| 1962 | John McCabe; James Patten; John Purser; Patric Standford                  |                                                       | RPS Composition Prize |
| 1963 | William Walton                                                            | Variationen über ein Thema von Hindemith (1962–1963)  | |
| 1963 | Robin Stevenson                                                           |                                                       | RPS Composition Prize |
| 1964 | Richard Hewson; David Lyon; B. V. Wyser                                   |                                                       | RPS Composition Prize |
| 1965 | Peter Klatzow                                                             |                                                       | RPS Composition Prize |
| 1966 | Roger Smalley                                                             |                                                       | RPS Composition Prize |
| 1966 | Alun Hoddinott (1929–2008)                                                | Variants for Orchestra                                | |
| 1967 | Richard Berger; Max Paddison                                              |                                                       | RPS Composition Prize (1968: nicht vergeben) |
| 1969 | Richard Benger; John Hall; Robert Inglis                                  |                                                       | RPS Composition Prize |
| 1969 | Thea Musgrave                                                             | Klarinettenkonzert                                    | |
| 1970 | Witold Lutosławski                                                        | Cello Concerto                                        | |
| 1970 | Peter Lawson; Morris Pert für Xumbu-Ata                                   |                                                       | RPS Composition Prize |
| 1971 | Peter Lawson                                                              |                                                       | RPS Composition Prize |
| 1971 | John Joubert                                                              | 2. Sinfonie, op. 68                                   | Entstanden: 1970 |
| 1972 | Geoffrey Sumner                                                           |                                                       | RPS Composition Prize |
| 1973 | Lance Baker; Rory Boyle; Paul Hughes; Peter Rudnick; Christopher Williams |                                                       | RPS Composition Prize |
| 1974 | David Butler; David Sutton                                                |                                                       | RPS Composition Prize |
| 1975 | Arnold Cooke                                                              | 4. Sinfonie                                           | Auftragswerk der RPS |
| 1976 | David Gill                                                                |                                                       | RPS Composition Prize |
| 1977 | Paul Keenan; Paul Parkinson                                               |                                                       | RPS Composition Prize |
| 1978 | Julie Ainscough; Paul Barker                                              |                                                       | RPS Composition Prize |
| 1979 | Keith Gifford                                                             |                                                       | RPS Composition Prize |
| 1980 | Alison Cox; David Haines                                                  |                                                       | RPS Composition Prize |
| 1982 | Robert Simpson                                                            | 8. Sinfonie                                           | |
| 1985 | Thea Musgrave und Richard Rodney Bennett                                  | Moving into Aquarius                                  | |
| 1987 | Andrzej Panufnik                                                          | 9. Sinfonie                                           | |
| 1987 | Geoffrey Burgon                                                           | Title Divine (Liederzyklus)                           | |
| 1989 | Malcolm Arnold:                                                           | Cellokonzert                                          | |
| 1989 | Leontina Văduva                                                           |                                                       | RPS Music Awards (früher: Début) |
| 1989 | Olivier Messiaen                                                          | Saint François d’Assise (Oper)                        | RPS Composition Prize |
| 1990 | Poul Ruders                                                               |                                                       | RPS Music Awards |
| 1991 | Harrison Birtwistle                                                       |                                                       | RPS Music Awards |
| 1992 | Robert Saxton                                                             | Paraphrase on Mozart’s Idomeneo                       | |
| 1992 | Magnus Lindberg                                                           |                                                       | RPS Music Awards |
| 1993 | Witold Lutosławski                                                        |                                                       | RPS Music Awards |
| 1994 | Peter Maxwell Davies                                                      |                                                       | RPS Music Awards |
| 1995 | Michael Tippett                                                           |                                                       | RPS Music Awards |
| 1996 | Colin Matthews                                                            |                                                       | RPS Music Awards |
| 1997 | Thomas Adès                                                               |                                                       | RPS Music Awards; Aufführung durch Pierre Boulez, anlässlich seines ersten Konzertes in der Berliner Philharmonie, Berlin; erneuter Preis 2004. |
| 1998 | Henri Dutilleux                                                           |                                                       | RPS Music Awards |
| 1999 | Gérard Grisey                                                             |                                                       | RPS Music Awards |
| 2000 | Jonathan Cole                                                             | Ouroboros                                             | |
| 2000 | Wolfgang Rihm                                                             |                                                       | RPS Music Awards |
| 2000 | Luke Bedford                                                              | Five Abstracts                                        | RPS Composition Prize |
| 2000 | Judith Bingham                                                            | Fifty Shades of GreenZ                                | |
| 2000 | Geoffrey Burgon:                                                          | Heavenly Things                                       | |
| 2000 | Simon Holt:                                                               | Two Movements for String Quartet                      | |
| 2001 | Brett Dean                                                                | Huntington Eulogy (Cello, Klavier)                    | |
| 2001 | John Woolrich:                                                            | Darker Still                                          | |
| 2001 | Péter Eötvös                                                              |                                                       | RPS Music Awards |
| 2001 | David Gorton                                                              | Oblique Prayers                                       | RPS Composition Prize |
| 2002 | George Benjamin                                                           |                                                       | RPS Music Awards |
| 2002 | Richard Rodney Bennett                                                    | Songs before Sleep                                    | |
| 2002 | Elliott Carter                                                            | Of Rewaking                                           | |
| 2002 | Jonathan Dove                                                             | Run to the Edge                                       | |
| 2002 | Detlev Glanert                                                            | Three Pieces                                          | |
| 2002 | David Lang                                                                | Breathless                                            | |
| 2002 | John Hails                                                                | Lovesongs                                             | RPS Composition Prize |
| 2002 | Leon Kirchner                                                             | Interlude II                                          | |
| 2002 | Simon Mawhinney:                                                          | Darby’s Loanin                                        | RPS Composition Prize |
| 2002 | Julian Phillips                                                           | Four Characters                                       | |
| 2002 | Eric Tanguy                                                               | Quattro Intermezzi                                    | |
| 2002 | Karin Rehnqvist                                                           | Beginning                                             | |
| 2002 | Augusta Read Thomas                                                       | Pulsar                                                | |
| 2003 | Harrison Birtwistle                                                       |                                                       | RPS Music Awards |
| 2003 | Brian Herrington                                                          | Symphonia für die London Sinfonietta                  | RPS Composition Prize |
| 2003 | Phillip Neil Martin                                                       | An Outburst of Time für das Cheltenham Music Festival | RPS Composition Prize |
| 2003 | Dai Fujikura                                                              | Be                                                    | |
| 2004 | Thomas Adès                                                               |                                                       | RPS Music Awards. Erneuter Preis nach 1997. |
| 2004 | Dai Fujikura                                                              | Another Place für das Cheltenham Music Festival       | RPS Composition Prize |
| 2004 | Lyell Cresswell                                                           | Ara Kopikopiko                                        | RPS Composition Prize |
| 2005 | Julian Anderson                                                           |                                                       | RPS Music Awards |
| 2005 | Hugh Wood                                                                 | Wild Cyclamen, op. 49                                 | |
| 2005 | Emily Hall                                                                | My Dirty Little Heart                                 | RPS Composition Prize |
| 2005 | Christopher Mayo                                                          | Passed the Last River                                 | RPS Composition Prize |
| 2005 | Anders Nordentoft:                                                        | Parasto                                               | |
| 2005 | Mark-Anthony Turnage                                                      | Two Baudelaire Songs                                  | |
| 2005 | Django Bates                                                              | Alison in Space                                       | |
| 2005 | Ian Wilson                                                                | Red Over Black                                        | |
| 2005 | Huw Watkins                                                               | Partita                                               | |
| 2006 | Eleanor Alberga                                                           | Succubus Moon                                         | |
| 2006 | Dominick Argento                                                          | Three Sonnets of Petrach                              | |
| 2006 | Deirdre Gribbin                                                           | Calum’s Light                                         | |
| 2006 | Philippe Hersant                                                          | In Black                                              | |
| 2006 | Mark Bowden                                                               |                                                       | RPS Composition Prize |
| 2006 | Charlie Piper                                                             |                                                       | RPS Composition Prize |
| 2006 | Stuart MacRae                                                             | Unity                                                 | |
| 2006 | Joseph Phibbs                                                             | Flex                                                  | |
| 2006 | Julian Philips                                                            | Four Characters                                       | |
| 2007 | Cheryl Frances-Hoad                                                       | My Day in Hell                                        | RPS Composition Prize |
| 2007 | Alexander Goehr                                                           | Since Brass, nor Stone…                               | |
| 2007 | Dominic Muldowney                                                         | Tsunami                                               | |
| 2007 | Gwilym Simcock                                                            | Contours                                              | |
| 2007 | Tristan Rhys Williams                                                     | Kapur                                                 | RPS Composition Prize |
| 2008 | Dobrinka Tabakova                                                         | Suite in Jazz Style                                   | |
| 2008 | Claudia Molitor                                                           | Alert                                                 | |
| 2008 | Ben Cox                                                                   | In Memoriam                                           | |
| 2008 | Evis Sammoutis                                                            | Night, again                                          | RPS Composition Prize |
| 2009 | Kaija Saariaho                                                            | Notes on Light                                        | RPS Music Awards |
| 2009 | Sasha Siem                                                                | From the White Dictionary                             | RPS Composition Prize |
| 2009 | Tom Arthurs                                                               | And Distant Shore                                     | RPS Composition Prize |
| 2009 | Dimitris Economou                                                         |                                                       | RPS Composition Prize |
| 2009 | Shiva Feshareki                                                           |                                                       | RPS Composition Prize |
| 2009 | Mathieu van Bellen                                                        |                                                       | RPS Composition Prize: Emily Anderson Award 2009                                                                                                |
| 2009 | Ben Cox                                                                   | In Memoriam                                           | |
| 2009 | Michael Langemann                                                         |                                                       | |
| 2010 | Charlotte Bray                                                            |                                                       | RPS Composition Prize |
| 2010 | Steven Daverson                                                           | Schattengeher                                         | RPS Composition Prize. Auftragsarbeit. |
| 2010 | Edward Nesbit                                                             |                                                       | RPS Composition Prize. Auftragsarbeit für ein Oktett; UA am 9. Juni 2011 in der Royal Festival Hall                                             |
| 2010 | Mark Simpson                                                              |                                                       | RPS Composition Prize |
| 2011 | James Dillon                                                              | Nine Rivers                                           | RPS Composition Prize |
| 2012 | Jonathan Harvey                                                           | Messages                                              | RPS Composition Prize |

## RSP Leslie Boosey Award
- Amelia Freedman, Gründerin und Leiterin des Nash Ensembles
- Bill Colleran, Musikpublizist
- Colin Matthews, Komponist und Administrator
- Gillian Moore
- Stephen and Jackie Newbould
- Sally Groves